# WeltenBrand
WeltenBrand ist eine Neoklassik-/Rock-Band aus Liechtenstein.

## Geschichte
WeltenBrand wurde 1995 von Oliver Falk gegründet. Im selben Jahr wurde ein Plattenvertrag bei Witchhunt Records in Zürich unterschrieben und sogleich das erste Album Das Rabenland veröffentlicht. Ritchie Wenaweser und Simone Steiner übernahmen den Gesang. Ziel des Gründers Falk war, das Fürstentum Liechtenstein zu repräsentieren, indem für die Texte der Lieder ausschließlich Sagen aus dem Liechtensteiner Sagenbuch von Otto Seger verwendet und ins Englische übersetzt wurden.
1996 wechselte WeltenBrand zum Label M.O.S. Records Ltd. und veröffentlichte 1997 das zweite Album Das Nachtvolk, worauf zum ersten Mal die Violinistin Daniela Nipp zu hören ist. Im Jahr 1998 gründete Oliver Falk die Band Erben der Schöpfung, in der er seitdem parallel tätig war. 1999 erschien das dritte Werk Der Untergang von Trisona, auf welchem als Gastsänger Liv Kristine und Alexander Krull zu hören sind. 2002 veröffentlichte WeltenBrand ihr viertes Album In Gottes oder des Teufels Namen.
Nach Auflösung von M.O.S. Records Ltd. unterschrieb WeltenBrand einen Plattenvertrag bei Napalm Records. Herbst 2005 begannen die Aufnahmen für das fünfte Album The End of the Wizard, welches im August 2006 erschien. Auch in der Besetzung gab es große Veränderungen: Neu dazu kamen Christian Sele (E-Bass), Mario Jahnke (Schlagzeug) und Simone Steiner wurde durch Dina Falk-Zambelli von Erben der Schöpfung ersetzt.
Im Juli 2007 wurde Ritchie Wenaweser durch Manja Kaletka von 18 Summers ersetzt. Manja Kaletka ist auch Sängerin bei X-O-Planet, Dark Diamonds, Jesus on Extasy und X-Perience.

## Diskografie
- 1995: Das Rabenland (Witchhunt Records)
- 1997: Das Nachtvolk (M.O.S.Records)
- 1999: Der Untergang von Trisona (M.O.S.Records)
- 2001: In Gottes oder des Teufels Namen (M.O.S.Records)
- 2006: The End of the Wizard (Napalm Records)